# Derge
Derge, también Dêgê (Wylie: sde dge) es un poblado en el condado de Dêgê, en la prefectura autónoma tibetana de Garzê, en la provincia China de Sichuan. Esta ciudad fue una vez el centro del reino de Derge del Tíbet oriental.

## Historia
Históricamente, Derge, que significa "tierra de la misericordia", fue uno de los tres antiguos centros de la cultura tibetana junto con Lhasa, y Xiahe. Derge fue anteriormente la sede de los reyes del reino de Derge, cuyos 1.300 años de linaje fueron rotos con la muerte del último heredero varón en la década de 1990.
El reino fue un importante centro industrial, político y religioso en el Tíbet oriental. En el siglo XX, el reino cayó en la lucha política entre los herederos al trono final, Rinch'en Djembel y Senkel Doje.

## Cultura
La ciudad de Derge es famosa por su parkhang Derge; una imprenta de tres plantas, o parkhang, construida en 1729 cuando Kangyur, una colección de escrituras budistas y Tengyur, una colección de comentarios, se imprimen a partir de bloques de madera.
La ciudad también contiene varios monasterios tibetanos históricos, en particular el monasterio Gongchen.